# Edmund Rochowicz
Edmund Rochowicz (ur. 28 lutego 1907 w Bninie, zm. 18 listopada 2008 w Bydgoszczy) – polski piłkarz, grający na pozycji napastnika, lewoskrzydłowy, oraz lekkoatleta, startujący na średnich i długich dystansach. Zawodnik reprezentujący barwy Warty Poznań.

## Kariera klubowa
W 1929 roku grając w Warcie Poznań zdobył wraz z klubem Mistrzostwo Polski.